# Goodbyes
"Goodbyes" é uma canção do rapper e cantor estadunidense Post Malone, gravada para seu terceiro álbum de estúdio Hollywood's Bleeding (2019). Conta com participação do rapper estadunidense Young Thug. A canção foi escrita pelo próprio Malone, Young Thug, Brian Lee, Louis Bell, Billy Walsh, Val Blavatnik, e Jessie Foutz, e produzida por Lee e Bell. Foi lançada como o segundo single do álbum através da Republic Records em 5 de julho de 2019.

## Posições nas tabelas musicais

### Tabelas semanais
| Tabela musical (2019)                             | Melhor posição |
| ------------------------------------------------- | -------------- |
| Alemanha (Offizielle Deutsche Charts)             | 16             |
| Austrália (ARIA)                                  | 5              |
| Áustria (Ö3 Austria Top 75)                       | 8              |
| Bélgica (Ultratop 50 de Flandres)                 | 22             |
| Bélgica (Ultratip Bubbling Under da Valônia)      | 1              |
| Bolívia (Monitor Latino)                          | 16             |
| Canadá (Canadian Hot 100)                         | 5              |
| Canadá (Billboard CHR/Top 40)                     | 12             |
| Canadá (Billboard Hot AC)                         | 47             |
| República Checa (Rádio Top 100)                   | 35             |
| República Checa (Singles Digitál Top 100)         | 6              |
| Coreia do Sul (Gaon)                              | 157            |
| Dinamarca (Hitlisten)                             | 7              |
| Escócia (Scottish Singles Chart)                  | 13             |
| Eslováquia (Rádio Top 100)                        | 82             |
| Eslováquia (Singles Digitál Top 100)              | 2              |
| Espanha (PROMUSICAE)                              | 85             |
| Estados Unidos (Billboard Hot 100)                | 3              |
| Estados Unidos (Billboard Adult Top 40)           | 30             |
| Estados Unidos (Billboard Dance/Mix Show Airplay) | 5              |
| Estados Unidos (Billboard R&B/Hip-Hop Songs)      | 2              |
| Estados Unidos (Billboard Mainstream Top 40)      | 4              |
| Estados Unidos (Billboard Rhythmic)               | 1              |
| Estônia (Eesti Tipp-40)                           | 4              |
| Finlândia (Suomen virallinen lista)               | 1              |
| França (SNEP)                                     | 47             |
| Hungria (Single Top 40)                           | 5              |
| Hungria (Stream Top 40)                           | 3              |
| Irlanda (IRMA)                                    | 4              |
| Itália (FIMI)                                     | 41             |
| Letónia (LAIPA)                                   | 2              |
| Lituânia (AGATA)                                  | 3              |
| Malásia (RIM)                                     | 3              |
| México (Billboard Mexico Airplay)                 | 28             |
| Noruega (VG-lista)                                | 6              |
| Nova Zelândia (Recorded Music NZ)                 | 5              |
| Países Baixos (Dutch Top 40)                      | 16             |
| Países Baixos (Single Top 100)                    | 5              |
| Portugal (AFP)                                    | 4              |
| Reino Unido (UK Singles Chart)                    | 5              |
| Romênia (Romanian Top 100)                        | 17             |
| Singapura (RIAS)                                  | 4              |
| Suécia (Sverigetopplistan)                        | 4              |
| Suíça (Schweizer Hitparade)                       | 12             |